# Il cammino oscuro - La vendetta degli albi
Il cammino oscuro - La vendetta degli albi (Die Legenden der Albae: Dunkle Pfade) è il settimo romanzo fantasy di Markus Heitz e il terzo della saga Le Leggende degli Albi, scritto nel 2012 e pubblicato in Italia nel 2014, sequel di La battaglia degli albi.

## Edizioni
- Markus Heitz, Il cammino oscuro - La vendetta degli albi, Editrice Nord, 2014, ISBN 9788842924975.